# Taula dels Quatre Batlles

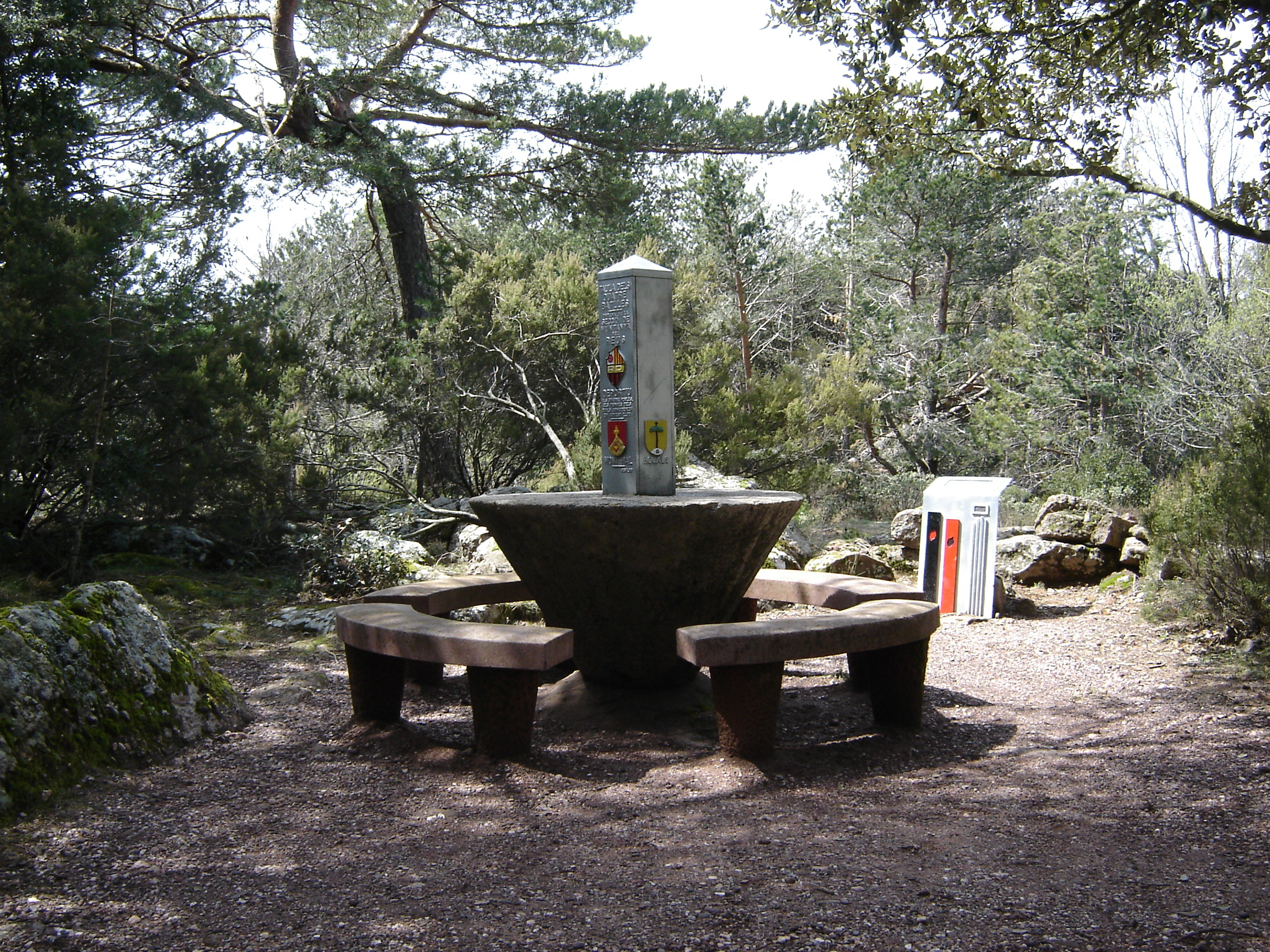
Taula dels Quatre Batlles

La Taula dels Quatre Batlles és una taula massissa circular de pedra, amb quatre seients, situada al punt geogràfic on convergeixen els termes de Montblanc (antigament Rojals), Vimbodí i Poblet, (antigament Vimbodí), Mont-ral i Prades. Hi ha gravats els escuts i els noms d'aquests quatre pobles. Es troba a 300 metres al sud de la Mola dels Quatre Termes.
Diu la tradició que, quan calia fer una tallada de pins, els quatre batlles es reunien en aquest indret per a pactar els termes de la tala, ja que alguns boscos eren compartits.